# Método variacional
Na mecânica quântica, o método variacional é uma ferramenta matemática utilizada para encontrar aproximações do valor próprio de mais baixa energia ou estado fundamental. Os fundamentos para este método vêm do princípio variacional.
Este método consiste em escolher uma função de onda tentativa que dependa de um ou mais parâmetros, e encontrar os valores destes parâmetros para cada valor esperado onde a energia seja a menor possível. A função de onda obtida pela substituição dos parâmetros pelos valores encontrados será uma aproximação do estado fundamental da função de onda, e o valor esperado de energia neste estado será um majorante para a energia deste estado fundamental.
Aplicações do método variacional:
- Átomo de hélio 
O átomo de hélio é composto por um núcleo com dois prótons e dois elétrons. Por conta da repulsão entre os elétrons, não há uma solução exata para a equação de Schrödinger para este sistema, tornando necessário o uso de métodos de aproximação. 
Seguindo o método,  uma função de onda teste é escolhida na forma de um produto de funções de onda hidrogenoides, ajustadas para considerar a repulsão entre os elétrons.
A energia esperada é calculada integrando a função de onda teste com o Hamiltoniano do sistema, que engloba termos para a energia cinética dos elétrons, a atração eletrostática entre os elétrons e o núcleo, e a repulsão entre os elétrons.
Os parâmetros da função de onda são ajustados para minimizar a energia esperada.
Ao final deste processo, o método apresentou uma aproximação da energia do estado fundamental do átomo de hélio. Ao ser comparada com valor obtido experimentalmente, o valor calculado, com a utilização da função teste, demonstrou um erro de apenas 2%, já o cálculo sem ela demonstou um erro de 38%. 
valor experimental: -79 eV.
Com a utilização do método variacional: -77,5 eV.
Sem a utilização do método variacional: -108,8 eV.
Levando em consideração o número atômico de He , que é 2, o Metodo envidencia a existência do efeito de blidagem causado pelos elétrons, visto que a carga nuclear efetiva demonstrada por cada elétron é menor do que a carga nuclear real. 

## Definição
Suponha um espaço de Hilbert e um operador autoadjunto sobre o hamiltoniano H. Ignore-se possíveis complicações de um espectro contínuo, suponha um espectro discreto de H e os espaços esperados correspondentes para cada valor esperado λ
{\displaystyle \sum _{\lambda _{1},\,\lambda _{2}\in \mathrm {Spec} (H)}\langle \psi _{\lambda _{1}}|\psi _{\lambda _{2}}\rangle =\delta _{\lambda _{1}\lambda _{2}}}
onde {\displaystyle \delta _{i,j}} é o delta de Kronecker
{\displaystyle {\hat {H}}\left|\psi _{\lambda }\right\rangle =\lambda \left|\psi _{\lambda }\right\rangle }.
Estados físicos são normalizados, ou seja suas normas são iguais a 1. Suponha agora que o espaço seja limitado por baixo e que seu maior limite inferior seja {\displaystyle E_{0}}. Suponha também que o estado correspondente a |ψ> seja conhecido. O valor esperado de H será então
{\displaystyle \left\langle \psi |H|\psi \right\rangle =\sum _{\lambda _{1},\lambda _{2}\in \mathrm {Spec} (H)}\left\langle \psi |\psi _{\lambda _{1}}\right\rangle \left\langle \psi _{\lambda _{1}}|H|\psi _{\lambda _{2}}\right\rangle \left\langle \psi _{\lambda _{2}}|\psi \right\rangle }
{\displaystyle =\sum _{\lambda \in \mathrm {Spec} (H)}\lambda \left|\left\langle \psi _{\lambda }|\psi \right\rangle \right|^{2}\geq \sum _{\lambda \in \mathrm {Spec} (H)}E_{0}\left|\left\langle \psi _{\lambda }|\psi \right\rangle \right|^{2}=E_{0}}
Se variarmos para todos os possíveis estados com norma 1 para que se minimize o valor esperado de H, o menor valor seria {\displaystyle E_{0}} e o estado correspondente seria um estado esperado de {\displaystyle E_{0}}. Quando varia-se sobre todo o espaço de Hilbert normalmente se obtém cálculos complexos demais e um subespaço necessita ser escolhido. A escolha de diferentes subespaços levam a diferentes aproximações e o processo de escolha do subespaço com melhor aproximação é chamado de ansatz.
Suponha que haja alguma sobreposição entre o ansatz e o estado fundamental (caso contrário seria um ansatz ruim). Então para se normalizar o subespaço do ansatz
{\displaystyle \left\langle \psi (\alpha _{i})|\psi (\alpha _{i})\right\rangle =1}
e agora minimizando
{\displaystyle \varepsilon (\alpha _{i})=\left\langle \psi (\alpha _{i})|H|\psi (\alpha _{i})\right\rangle }.

## Leitura recomendada
- Griffiths, D. J. (1995). Introduction to Quantum Mechanics. Upper Saddle River, New Jersey: Prentice Hall. 0-13-124405-1
- Sakurai, J. J. (1994). Modern Quantum Mechanics Revised ed. [S.l.]: Addison-Wesley. 0-201-53929-2

1. ↑  «O ÁTOMO DE HÉLIO»